# Финн, Жильбер
Жильбер Финн (англ. Gilbert Finn; 3 сентября 1920, Инкерман, Нью-Брансуик — 7 января 2015, Монктон, Нью-Брансуик) — канадский бизнесмен и политический деятель. Президент страховой компании Assomption Vie, ректор Монктонского университета с 1980 по 1985 год, лейтенант-губернатор Нью-Брансуика с 1987 по 1994 год, офицер ордена Канады.

## Биография
Жильбер Финн, франкоакадец по происхождению, родился в Нью-Брансуике в 1920 году. Окончив Лавальский университет, он с 1947 по 1950 год работал в кооперативном секторе, а затем присоединился к страховой компании Assomption. За 12 лет Финн прошёл в фирме весь путь наверх, став в 1962 году её президентом. Этот пост он занимал до 1987 года, за это время превратив Assumption Life в одну из крупнейших компаний Атлантической Канады.
Помимо занятий бизнесом, Финн активно участвовал в общественной жизни, играя важную роль в поддержке франкоакадских традиций и французского языка в Нью-Брансуике. Он был членом Ордена Жака Картье (также известного просто как «Патент») — общества, целью которого было укрепление позиций французского языка. Финн сыграл ключевую роль в развитии монктонского медицинского центра имени Жоржа Л. Дюмона, клиентами которого являются в основном франкоязычные жители Нью-Брансуика, и входил в совет директоров этого учреждения с 1983 по 1987 год. В 2008 году, во время реформы здравоохранения в Нью-Брансукие, он участвовал в создании Фонда за равные права франкофонов на охрану здоровья, оставаясь в числе его руководителей до 2010 года. Он также входил в Экономический совет Атлантических провинций и Экономический совет Канады, а с 1973 года был первым председателем Экономического совета Нью-Брансуика.
С 1980 по 1985 год Финн занимал пост ректора Монктонского университета. При нём была организована крупномасштабная кампания по сбору средств для университета, укрепившая его традиционно шаткое экономическое положение, и была развёрнута программа научных исследований, по словам занимавшего позже этот же пост Раймона Тебержа, включавшая открытие десятков новых кафедр и исследовательских центров. Теберж также цитирует «мантру» Финна в качестве ректора Монктонского университета: «Что я могу сделать, чтобы эта организация лучше служила франкоакадской общине?» Задолго до этого Финн начал работу над укреплением связей Монктонского университета с вузами Амьена и Пуатье во Франции в рамках более широкой инициативы по налаживанию акадско-французских контактов (четверо инициаторов этих контактов, в число которых входил и Финн, встречались в 1968 году в Париже с Шарлем де Голлем). В 1987 году, после ухода на пенсию с должности президента компании Assomption Vie, Финн был назначен лейтенант-губернатором Нью-Брансуика, став вторым франкоакадцем, когда-либо занимавшим этот пост, и оставался на нём до 1994 года.
Жильбер Финн умер в больнице имени Жоржа Дюмона в Монктоне в январе 2015 года в возрасте 94 лет. Он оставил после себя девять детей, 20 внуков и 21 правнука.

## Политическая позиция
Взгляды Жильбера Финна на вопросы прав франкоязычного населения Канады не всегда находили однозначную поддержку в обществ, хотя его внук Алексис Кутюр утверждает, что его целью никогда не была «победа» над англофонами. Раймон Теберж указывает, что избрание Финна на пост ректора Монктонского университета не было единодушным, и на этом посту он, несмотря на большой вклад, не всегда располагал однозначной поддержкой. С именем Финна связан также скандал в другом политическом вопросе: Финн, произведённый в кавалеры ордена Канады в 1974 году и в офицеры этого ордена в 1980 году, через 28 лет объявил, что намерен вернуть награду тогдашнему генерал-губернатору Микаэль Жан в связи с тем, что кавалером ордена в 2008 году стал известный защитник права на аборты Генри Моргенталер.